# Francesca Maffei Festa
Francesca Maffei Festa (1778 - 21 de novembre de 1835) fou una soprano italiana.
Fou alumna del mestre de cant castrat Giuseppe Aprile. Segurament era l'esposa de l'empresari Raffaele Maffei. Va ser activa a París de 1809 a 1811. Fou la primera Fiorilla a l'òpera Il turco in Italia de Rossini estrenada a La Scala de Milà el 14 d'agost de 1814.